# Ot (senescal)
Ot va ser un senescal dels comtes de Barcelona i potser trobador que va morir el 1167. Podria ser la mateixa persona que Ot de Montcada.
A partir del 1116 la seva vida s'associa amb Guillem Ramon I de Montcada, l'anomenat Gran Senescal, bé que no com a subordinat, sinó amb el mateix càrrec. Formà part del consell comtal de Ramon Berenguer IV i fou un dels testimonis en el seu testament sacramental.
És probable que fos el trobador esmentat per Guillem de Berguedà com a "vell i antic" el 1175, i si fos així seria la mateixa persona que Ot de Montcada. Els versos diuen així:"Chansson ai comensada / que sera loing cantada / en est son vieil antic / que fetz N'Ot de Moncada / anz que peira pausada / fos el clochier de Vic". Ve a dir que ha començat una cançó que espera que sigui cantada durant molt de temps com els versos antics que va fer Ot de Montcada abans que es comencés a construir el campanar de Vic.